# Allophylus
Allophylus, veliko rod grmova, drveća i drvenastih penjačica iz porodice sapindovki, dio reda sapindolike. 
Postoji preko 200 vrsta raširenih po svim kontinentima osim Europe
Rod je opisan 1753.

## Vrste
1. Allophylus abyssinicus (Hochst.) Radlk.
2. Allophylus acutatus Radlk.
3. Allophylus africanus P.Beauv.
4. Allophylus agbala Hauman
5. Allophylus aldabricus Radlk.
6. Allophylus altescandens Hauman
7. Allophylus amazonicus (Mart.) Radlk.
8. Allophylus amboinensis Blume
9. Allophylus amentaceus Radlk.
10. Allophylus amplissimus Hauman
11. Allophylus angustatus (Triana & Planch.) Radlk.
12. Allophylus antunesii Gilg
13. Allophylus apiocarpus Radlk.
14. Allophylus arboreus Choux
15. Allophylus bartlettii Merr.
16. Allophylus bertoua Cheek
17. Allophylus betongensis Craib
18. Allophylus bicruris Radlk.
19. Allophylus boinensis Choux
20. Allophylus bojerianus (Cambess.) Blume
21. Allophylus bongolavensis Choux
22. Allophylus borbonicus (J.F.Gmel.) F.Friedmann
23. Allophylus brachypetalus Gagnep.
24. Allophylus brachystachys Radlk.
25. Allophylus brevipes Radlk.
26. Allophylus brevipetiolaris Radlk.
27. Allophylus bullatus Radlk.
28. Allophylus camptoneurus Radlk.
29. Allophylus camptostachys Radlk.
30. Allophylus capillipes Gagnep.
31. Allophylus caudatus Radlk.
32. Allophylus cazengoensis Baker f.
33. Allophylus chartaceus (Kurz) Radlk.
34. Allophylus chaunostachys Gilg
35. Allophylus chirindensis Baker f.
36. Allophylus chlorocarpus Radlk.
37. Allophylus chrysoneurus Radlk.
38. Allophylus chrysothrix (Radlk.) Lisowski
39. Allophylus cinnamomeus Radlk.
40. Allophylus cobbe (L.) Forsyth f.
41. Allophylus cominia (L.) Sw.
42. Allophylus commersonii Blume
43. Allophylus concanicus Radlk.
44. Allophylus congolanus Gilg
45. Allophylus conraui Gilg ex Radlk.
46. Allophylus coriaceus Radlk.
47. Allophylus costatus Choux
48. Allophylus crassinervis Radlk.
49. Allophylus crenatus Radlk.
50. Allophylus cristalensis Lippold
51. Allophylus dasythyrsus Radlk.
52. Allophylus decaryi Danguy & Choux
53. Allophylus decipiens (E.Mey.) Radlk.
54. Allophylus delicatulus Verdc.
55. Allophylus densiflorus Radlk.
56. Allophylus dimorphus Radlk.
57. Allophylus dioicus (Nees & Mart.) Radlk.
58. Allophylus divaricatus Radlk.
59. Allophylus dodsonii Gentry
60. Allophylus domingensis Alain
61. Allophylus dregeanus (Sond.) De Winter
62. Allophylus dummeri Baker f.
63. Allophylus edulis (A.St.-Hil., A.Juss. & Cambess.) Radlk.
64. Allophylus elongatus Radlk.
65. Allophylus eustachys Radlk.
66. Allophylus exappendiculatus Somner, Ferrucci & Frazão
67. Allophylus excelsus (Triana & Planch.) Radlk.
68. Allophylus ferrugineus Taub.
69. Allophylus floribundus (Poepp.) Radlk.
70. Allophylus fulvotomentosus Gilg
71. Allophylus fuscus Radlk.
72. Allophylus gentryi Croat
73. Allophylus glabratus (Kunth) Radlk.
74. Allophylus gossweileri Baker f.
75. Allophylus goudotii (Triana & Planch.) Radlk.
76. Allophylus grandiflorus Radlk.
77. Allophylus grandifolius (Baker) Radlk.
78. Allophylus granulatus Radlk.
79. Allophylus grossedentatus (Turcz.) Fern.-Vill.
80. Allophylus grotei F.G.Davies & Verdc.
81. Allophylus guaraniticus (A.St.-Hil.) Radlk.
82. Allophylus haitiensis Radlk. & Ekman
83. Allophylus hallaei Fouilloy
84. Allophylus hamatus Verm. ex Hauman
85. Allophylus hayatae Gagnep.
86. Allophylus heterophyllus (Cambess.) Radlk.
87. Allophylus hirsutus Radlk.
88. Allophylus hirtellus (Hook.f.) Radlk.
89. Allophylus holophyllus Radlk.
90. Allophylus hylophilus Gilg
91. Allophylus hymenocalyx Radlk.
92. Allophylus imenoensis Pellegr.
93. Allophylus incanus Radlk.
94. Allophylus insignis Radlk.
95. Allophylus jamaicensis Radlk.
96. Allophylus javensis Blume
97. Allophylus jejunus Standl. ex Lundell
98. Allophylus katangensis Hauman
99. Allophylus laetevirens Ridl.
100. Allophylus laetus Radlk.
101. Allophylus laevigatus (Turcz.) Radlk.
102. Allophylus lasiopus Baker f.
103. Allophylus lastoursvillensis Pellegr.
104. Allophylus latifolius Huber
105. Allophylus laxiflorus Gagnep.
106. Allophylus leptocladus Radlk.
107. Allophylus leptococcus Radlk.
108. Allophylus leptostachys Radlk.
109. Allophylus letestui Pellegr.
110. Allophylus leucochrous Radlk.
111. Allophylus leucoclados Radlk.
112. Allophylus leucophloeus Radlk.
113. Allophylus livescens Gagnep.
114. Allophylus longicuneatus Verm. ex Hauman
115. Allophylus longifolius Radlk.
116. Allophylus longipes Radlk.
117. Allophylus longipetiolatus Gilg
118. Allophylus lopezii Merr.
119. Allophylus loretensis Standl. ex J.F.Macbr.
120. Allophylus macrocarpus Danguy & Choux
121. Allophylus macrodontus Merr.
122. Allophylus macrostachys Radlk.
123. Allophylus maestrensis Lippold
124. Allophylus malvaceus Radlk.
125. Allophylus mananarensis Choux
126. Allophylus marquesensis F.Br.
127. Allophylus mayimbensis Pellegr.
128. Allophylus megaphyllus Hutch. & Dalziel
129. Allophylus melliodorus Gilg ex Radlk.
130. Allophylus micrococcus Radlk.
131. Allophylus mollis (Kunth) Radlk.
132. Allophylus montanus F.N.Williams
133. Allophylus mossambicensis Exell
134. Allophylus multicostatus A.H.Gentry
135. Allophylus myrianthus Radlk.
136. Allophylus natalensis (Sond.) De Winter
137. Allophylus ngounyensis Pellegr.
138. Allophylus nigericus Baker f.
139. Allophylus nigrescens Blume
140. Allophylus nitidulus (Triana & Planch.) Radlk.
141. Allophylus obliquus Radlk.
142. Allophylus oyemensis Pellegr.
143. Allophylus pachyphyllus Radlk.
144. Allophylus pallidus Radlk.
145. Allophylus paniculatus (Poepp.) Radlk.
146. Allophylus parimensis Steyerm.
147. Allophylus pauciflorus Radlk.
148. Allophylus peduncularis Radlk.
149. Allophylus persicifolius Hauman
150. Allophylus peruvianus Radlk.
151. Allophylus pervillei Blume
152. Allophylus petelotii Merr.
153. Allophylus petiolulatus Radlk.
154. Allophylus pilosus (J.F.Macbr.) A.H.Gentry
155. Allophylus poungouensis Pellegr.
156. Allophylus pseudopaniculatus Baker f.
157. Allophylus psilospermus Radlk.
158. Allophylus punctatus (Poepp.) Radlk.
159. Allophylus quercifolius (Mart.) Radlk.
160. Allophylus quinatus Radlk.
161. Allophylus racemosus Sw.
162. Allophylus rapensis F.Br.
163. Allophylus repandifolius Merr. & Chun
164. Allophylus repandodentatus Radlk.
165. Allophylus reticulatus Radlk.
166. Allophylus rheedei (Wight) Radlk.
167. Allophylus rhodesicus Exell
168. Allophylus rhomboidalis (Nadeaud) Radlk.
169. Allophylus rigidus (Sw.) Sw.
170. Allophylus rubifolius (Hochst. ex A.Rich.) Engl.
171. Allophylus rutete Gilg
172. Allophylus salignus Blume
173. Allophylus salinarius Gagnep.
174. Allophylus samarensis Merr.
175. Allophylus samoritourei Cheek
176. Allophylus sapinii Verm. ex Hauman
177. Allophylus scandens Ridl.
178. Allophylus scrobiculatus (Poepp.) Radlk.
179. Allophylus sechellensis Summerh.
180. Allophylus semidentatus (Miq.) Radlk.
181. Allophylus serratus (Roxb.) Kurz
182. Allophylus setulosus Radlk.
183. Allophylus simplicifolius Radlk.
184. Allophylus sootepensis Craib
185. Allophylus spectabilis Gilg
186. Allophylus spicatus (Poir.) Radlk.
187. Allophylus stenodictyus Radlk.
188. Allophylus stenophyllus Merr.
189. Allophylus strictus Radlk.
190. Allophylus subfalcatus Radlk.
191. Allophylus subincisodentatus Radlk.
192. Allophylus sumatranus Blume
193. Allophylus talbotii Baker f.
194. Allophylus tanzaniensis F.G.Davies
195. Allophylus timoriensis (DC.) Blume
196. Allophylus torrei Exell & Mendonça
197. Allophylus trichodesmus Radlk.
198. Allophylus trichophyllus Merr. & Chun
199. Allophylus triphyllus (Burm.f.) Merr.
200. Allophylus ujori Cheek
201. Allophylus umbrinus A.C.Sm.
202. Allophylus unifoliatus Radlk.
203. Allophylus unifoliolatus Radlk.
204. Allophylus vestitus F.G.Davies
205. Allophylus villosus (Roxb.) Blume
206. Allophylus viridis Radlk.
207. Allophylus whitei Exell
208. Allophylus zenkeri Gilg ex Radlk.
209. Allophylus zeylanicus L.

## Sinonimi
- Aporetica J.R.Forst. & G.Forst.
- Azamara Hochst. ex Rchb.
- Cominia P.Browne
- Gemella Lour.
- Nassavia Vell.
- Ornitrophe Comm. ex Juss.
- Schmidelia L.
- Toxicodendrum Gaertn.
- Usubis Burm.f.